# كازوهيكو أوكي
كازوهيكو أوكي (باليابانية: 青木一彦؛ بالكانا: あおき かずひこ) هو سياسي ياباني، ولد في 25 مارس 1961 في Taisha, Shimane ‏ في اليابان. نشط حزبياً في الحزب الليبرالي الديمقراطي الياباني. وقد انتخب عضو مجلس المستشارين عن دائرة Tottori-Shimane at-large district ‏ وقد انضم خلال فترته النيابية  للكتلة البرلمانية الحزب الليبرالي الديمقراطي الياباني.

## وصلات خارجية
- الموقع الرسمي